# Antero Lartola
Antero Lartola (1924–1994) finn nemzetközi labdarúgó-játékvezető.

## Pályafutása

### Nemzetközi játékvezetés
A Finn labdarúgó-szövetség Játékvezető Bizottsága (JB) terjesztette fel nemzetközi játékvezetőnek, a Nemzetközi Labdarúgó-szövetség (FIFA) 1962-től tartotta nyilván bírói keretében. Több nemzetek közötti válogatott és klubmérkőzést vezetett, vagy működő társának partbíróként segített. Az aktív nemzetközi játékvezetéstől 1963-ban búcsúzott. Válogatott mérkőzéseinek száma: 2.

#### Skandináv Bajnokság
| Időpont           | Helyszín               | Mérkőzés típusa  | Mérkőzés         | Eredmény | Nézők száma |
| ----------------- | ---------------------- | ---------------- | ---------------- | -------- | ----------- |
| 1962. október 28. | Råsunda Stadion, Solna | csoporttalálkozó | Svédország–Dánia | 4 : 2    | 18 847      |

## Magyar vonatkozás
| Időpont              | Helyszín               | Mérkőzés típusa          | Mérkőzés                 | Eredmény | Nézők száma |
| -------------------- | ---------------------- | ------------------------ | ------------------------ | -------- | ----------- |
| 1963. szeptember 22. | Lenin Stadion, Moszkva | 396. válogatott mérkőzés | Szovjetunió–Magyarország | 1 : 1    | 85 000      |